# John Lancaster Spalding
John Lancaster Spalding (2 de Junho de 1840 — 25 de Agosto de 1916) foi um bispo norte-americano da Igreja Católica Romana que se distinguiu como escritor, poeta e defensor do ensino superior. Foi o primeiro bispo da Diocese de Peoria entre 1877 e 1908 e co-fundador da Universidade Católica da América (The Catholic University of America).